# La pastorella
La pastorella (Pastourelle) è un dipinto di William-Adolphe Bouguereau, risalente al 1889 ed oggi conservato al museo d'arte Philbrook di Tulsa, in Oklahoma. Il nome originale del dipinto, Pastourelle, deriva dal dialetto francese meridionale.

## Storia
Il dipinto fece parte della collezione di Laura Clubb e, nel 1947, venne donato assieme al resto della collezione al museo Philbrook (infatti il suo numero di inventario è 1947.8.82).

## Descrizione
Il dipinto è ambientato in una scena idilliaca e pastorale e raffigura una ragazza solitaria in abiti da contadina, scalza, mentre tiene in equilibrio un bastone sulle spalle. Sullo sfondo si notano un paesaggio rustico collinare e un campo con dei buoi al pascolo.
Questo quadro è uno dei tanti dipinti di Bouguereau che raffigurano delle pastorelle o delle giovani ragazze immerse in un ambiente pastorale, mentre osservano curiosamente lo spettatore. La modella di questo quadro posò anche per il dipinto La Bohémienne, realizzato nel 1890.
L'opera attualmente è in mostra permanente al museo d'arte Philbrook di Tulsa ed è divenuta un'immagine emblematica del museo. Il dipinto fu al centro di una mostra itinerante su Bouguereau e sui suoi studenti svoltasi nel museo di Tulsa nel 2006.